# Praga R
De Praga R was een type pantservoertuig die in 1916 werd gebouwd door Praga in opdracht van het Ottomaanse Rijk. Het was het eerste pantservoertuig dat Praga ontwierp en bouwde. Tien stuks werden gebouwd en ingezet door de politie.

## Geschiedenis
In 1916 kreeg het Tsjechische Praga, uit het toenmalige Oostenrijk-Hongarije, opdracht om tien pantservoertuigen te produceren. In Oostenrijk-Hongarije was in de Eerste Wereldoorlog wel interesse voor pantservoertuigen, maar het leger stelde geen geld beschikbaar voor de ontwikkeling en bouw. De voertuigen werden dan ook door het Ottomaanse Rijk besteld. Er werd eerst een prototype geproduceerd. Deze werd getest in Milovice. In navolging hierop werden nog negen stuks geproduceerd en alle tien werden geleverd aan de Ottomaanse politie.

## Ontwerp
Het chassis was een ongemodificeerde versie van de Praga R-4/II vrachtwagen. De bepantserde opbouw met een dikte van vijf millimeter werd geklonken. De bewapening bestond uit één Schwarzlose 7,92 mm machinegeweer met 5000 patronen. Deze werd geplaatst in een roterende cilindervormige geschuttoren. De bovenzijde van de toren was open, maar kon eventueel bedekt worden.
De motor was een 4-cilinder met een inhoud van 3824 cc en een vermogen van maximaal 35 pk. Het chassis was grotendeels geconstrueerd uit hout en de wielen werden van achteren aangedreven. De transmissie had vier versnellingen.

## Trivia
De Praga R moet niet verward worden met de Praga R1: een Tsjechische sportwagen gemaakt door hetzelfde bedrijf, uit 2012.